# Cireșarii (serial)
Cireșarii este un serial TV românesc de aventuri din 1972. Este o ecranizare a primelor două volume ale ciclului de romane de aventuri Cireșarii de Constantin Chiriță. A fost realizat de Casa de Filme 1.  În rolurile principale: Mircea Anghelescu, Ernest Maftei, Ion Marinescu, Petre Gheorghiu.

## Episoade
1. Expediția în pericol
2. Prizonierii în Peștera Neagră
3. Semnale enigmatice
4. Cireșarii în acțiune
5. Un meci de box
6. Mesajul
7. Cetatea vulturilor
8. Taina Logofătului Zogreanu
9. Labirintul
10. Castelul fetei în alb.

## Distribuție
- Cornel Coman - profesorul de geologie
- Ileana Stana Ionescu - mama Luciei
- Mihai Mereuță
- Andrei Blaier - Viezure
- Marcel Anghelescu - Moș Timofte
- Jean Lorin Florescu - Slăbănogul
- Vasile Nițulescu - Petrachescu
- Mircea Septilici - Cicatrice
- Mircea Anghelescu
- Irina Bărbat ca Maria Florescu
- Alexandru Boroș ca Tic
- Dumitru Chesa
- Mihai Gingirov ca Ursu
- Dorin Dron ca celalalt
- Carmen Gentimir ca Lucia
- Ion Niciu
- Jeana Gorea
- Dorin Varga - Gârbaciu
- Andrei Codarcea
- Victoria Mierlescu
- Marietta Rareș ca Bunica
- Vali Voiculescu-Pepino
- Matei Gheorghiu
- Armand Olvedi ca Ionel
- Mariana Cosma ca Laura, fata in alb
- Victorița Dobre-Timonu
- Dumitru Dimitrie
- Traian Danceanu
- Catita Ispas
- Radu Florin - Victor
- Jean Reder
- Gabriel Kirițescu - Dan
- Ion Focsa
- Valeriu Buciu
- Dumitru Onofrei
- Dragos Draghici
- Lucian Gheorghiu
- Cristian Craciun
- Ricardo Colberti

## Legături externe
- http://www.cinemagia.ro/filme/ciresarii-19646/
- http://www.imdb.com/title/tt0169424/
- http://www.cinemarx.ro/filme/Ciresarii-Ciresarii-491003.html Arhivat în 9 martie 2018, la Wayback Machine.

## Vezi și
- Cireșarii, film din 1984 regizat de Adrian Petringenaru
- 1972 în televiziune
- 1972 în film